# Methanosarcina acetivorans
Espèce
Methanosarcina acetivorans est une espèce d'archées méthanogènes du genre Methanosarcina, caractérisé par la faculté à utiliser les trois modes de la méthanogenèse : elles produisent le méthane CH4 par réduction du dioxyde de carbone CO2 à l'aide de dihydrogène H2, ou par méthanogenèse acétotrophe à partir de l'acétate CH3COO–, ou encore en métabolisant des composés organiques à un atome de carbone tels que le méthanol CH3OH, le méthanethiol CH3SH et la méthylamine CH3NH2.
M. acetivorans possède le plus grand génome archéen connu en 2011, avec 5 751 492 bp. Comme les autres espèces du genre Methanosarcina, cette archée est capable de différenciation cellulaire,.